# Лютий 2011
Лютий 2011 — другий місяць 2011 року, що розпочався у вівторок 1 лютого та закінчився у понеділок 28 лютого.
- 1 лютого
  - Уряд Єгипту наказав залізничникам припинити роботу.[1]
  - Президент України В. Янукович відкрив 8-му сесію Верховної Ради.[2]
  - У американському штаті Техас у віці 114 років померла найстаріша жителька планети - Юніс Санборн[3]
  - Японію накрили потужні снігопади. Загинули понад 80 людей[4]
  - Україна почала евакуацію туристів з Єгипту.[5]
  - УЄФА пригрозило позбавити Україну права проводити Чемпіонат Європи з футболу 2012 у разі втручання державних органів у діяльність Федерації футболу.[6]
- 2 лютого
  - У Єгипті після п'ятиденної перерви знову запрацював інтернет.[7]
  - Барак Обама закликав Хосні Мубарака утриматись від застосування сили та негайно почати процес передачі влади.[8]
  - Мухаммед аль-Барадаї заявив, що Мубарак має піти у відставку до п'ятниці, аби уникнути подальшого кровопролиття[9]
  - Щонайменше дві особи загинуло та десять поранено через вибух замінованого автомобіля у пакистанському місті Пешевар[10]
  - Австралійський штат Квінсленд готується до удару тропічного циклону. Аеропорти штату вже закрито.[11]
  - Прем'єр-міністр Нової Зеландії Джон Кі призначив загальні вибори на 26 листопада, завершивши політичну кризу[12]
  - Третина території США потерпає від снігопадів.[13]
  - Світова прем'єра фільму французького режисера Дані Буна «Митниця дає добро» (фр. Rien à déclarer)[14].
  - Відкриття чемпіонату світу з фрістайлу 2011 в Дір-Веллі (США)[15].
- 3 лютого
  - Китайський новий рік, початок року Кролика за Китайським зодіаком[16].
- 4 лютого
  - Відкриття Кубку шести націй 2011 з регбі, який проводиться щорічно за одноколовим роз'їзним регламентом протягом понад 100 років[17].
  - Лідери Європейського Союзу підтримали санкції проти Білорусі, введені рішенням Ради закордонних справ ЄС 31 січня 2011.[18]
- 5 лютого
  - Набув чинності договір про Скорочення стратегічних озброєнь між Росією та США.[19]
  - Представники Таїланду і Камбоджі домовилися про припинення вогню і заморожування чисельності військових контингентів в районі спірної ділянки кордону.[20]
  - Невідомі підірвали газопровід у Єгипті.[21]
- 6 лютого
  - Закриття сьомих Зимових Азійських ігор у Алматі (Казахстан)[22].
  - В Арлінгтоні (штат Техас, США) буде проведено Супербол XLV.[23]
  - Закриття Зимової Універсіади 2011 в Ерзурумі (Туреччина)[24].
  - Відкриття Всесвітнього соціального форуму в Дакарі (Сенегал)[25].
  - Від серцевого нападу помер відомий блюзовий гітарист Ґері Мур.
- 7 лютого
  - Було оголошено остаточні результати референдуму щодо незалежності Південного Судану.[26][27].
  - Відкриття чемпіонату світу з гірськолижного спорту 2011 в Гарміш-Партенкірхені (Німеччина)[28].
- 9 лютого
  - За повідомленнями українських ЗМІ, Папа Римський прийняв відставку Глави Української греко-католицької церкви кардинала Любомира Гузара за станом здоров'я.[29]
  - Низка вибухів пролунала у російському місті Грозному. 5 осіб загинуло.[30]
- 10 лютого
  - На пресконференції в Києві кардинал Любомир Гузар повідомив, що він подав у відставку з посади глави Української греко-католицької церкви.[31][32]
  - Відкриття 61-го Берлінського кінофестивалю[33]
  - Вихід у світ 100-долларової банкноти нового зразка[34].
- 11 лютого
  - Президент Єгипту Хосні Мубарак пішов у відставку.[35]
- 14 лютого
  - В Тегерані прихильники опозиції вийшли на демонстрацію на підтримку революцій в Тунісі та Єгипті. Поліція застосувала проти них сльозогінний газ[36], у результаті чого один протестувальник загинув[37]. Влада заблокувала в місті доступ до інтернету, а також почала глушити сигнал супутникових новинних телеканалів.[38] Попередньо поліція заблокувала будинок лідера опозиції Мір-Хоссейна Мусаві, аби перешкодити йому взяти участь у вуличних акціях.[39]
  - У Бангладеші розпочалися протести проти діючого режиму. Є травмовані та загиблі.[40][41]
  - 14 осіб загинули внаслідок авіакатастрофи у Гондурасі. Серед загиблих - заступник міністра уряду Родольфо Робело та колишній міністр фінансів Калос Шаєн[42]
- 19 лютого
  - Відкриття чемпіонату світу з крикету 2011 в Індії, Шрі-Ланці та Бангладеші[43].
- 22 лютого
  - Парламент Косова обрав президентом Беджета Пацоллі.[44]
  - В Алжирі скасовано надзвичайний стан, який було введено на початку 1990-х.[45]
  - У Новій Зеландії стався землетрус силою 6,3 бала, внаслідок якого загинуло 65 осіб.[46][47]
  - Відкриття чемпіонату світу з лижних видів спорту 2011 в Осло (Норвегія)[48].
- 24 лютого
  - Останній в історії старт шатлу «Дискавері». Він в ході польоту повинен доставити на МКС наукове обладнання, а також гуманоїдного робота на ім'я Робонавт-2[49].
  - 83-тя церемонія вручення премії «Оскар», що пройде в театрі Кодак[50].
- 25 лютого
  - 36-та церемонія вручення премії «Сезар», що відбулася в театрі Шатле (Париж)[51].
- 26 лютого
  - В Іраку бойовики напали на найбільший в країні нафтопереробний завод у місті Байджі (провінція Салах ад-Дін) та підірвали один із нафтопереробних корпусів, що відповідав за чверть від усього обсягу переробки. Внаслідок нападу загинули два інженери та двоє осіб із техперсоналу. Аби погасити займання, було потрібно близько п'яти годин. Пошкодження призвело до повної зупинки діяльності всього НПЗ.[52]
- 27 лютого
  - На 83-й церемонії вручення премії «Оскар» історична драма Король говорить виграла чотири Оскара, в тому числі в номінації «Найкращий фільм».[53]
  - Після протестів проти перехідного правління під керівництвом прем'єр-міністра Туніса Мухаммеда Ґаннуші, останній пішов у відставку.[54]
- 28 лютого
  - Колишній кандидат у президенти Білорусі Олесь Міхалевич публічно заявив про катування в'язнів у СІЗО та скерував відповідну заяву до Прокуратури та ООН.[55]